# Kańczug

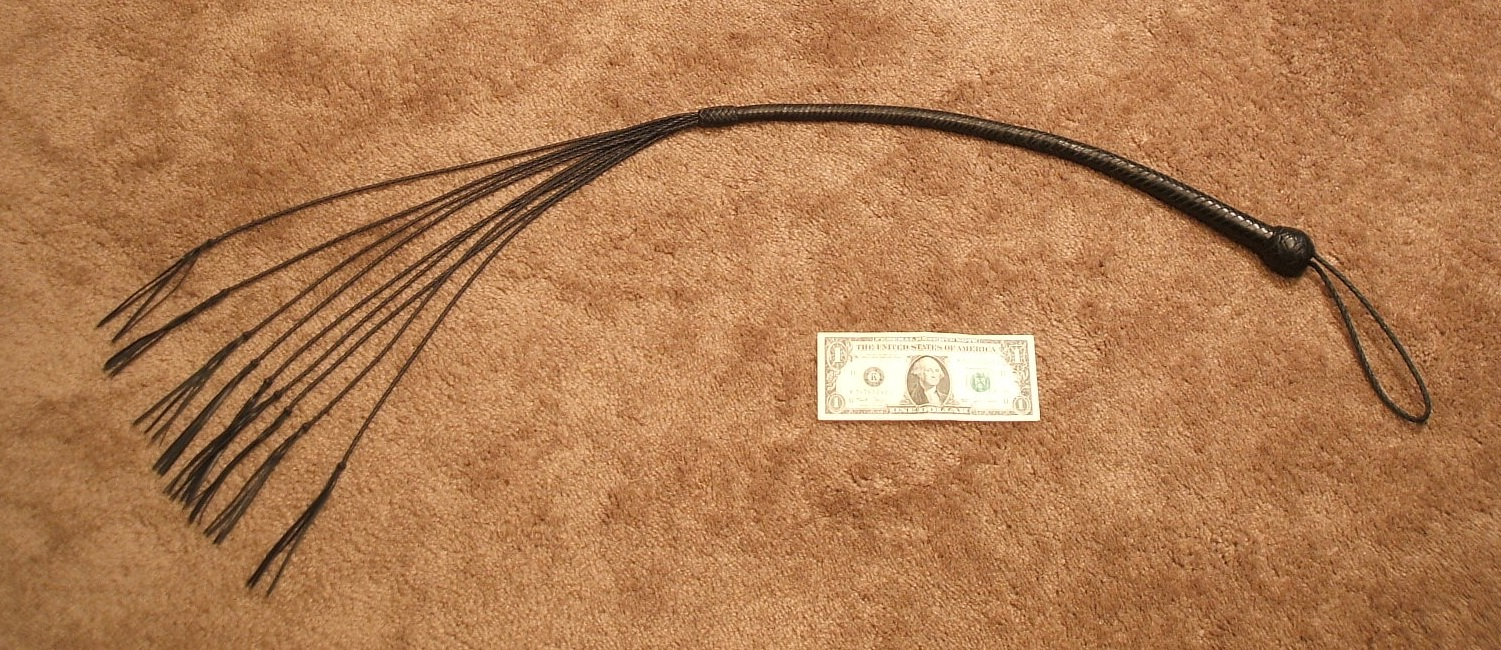
Kańczug porównany z banknotem jednodolarowym

Kańczug (z tur. kamcze = bicz, ang. Cat o'nine tails) – pleciony skórzany bicz z rękojeścią, zwany także „kotem o dziewięciu ogonach”.
Został wynaleziony w Anglii. W carskiej Rosji wykorzystywany jako narzędzie chłosty. W podobnym celu był stosowany w pierwszych latach europejskiego osadnictwa w Australii, gdzie chłosta nim należała do najcięższych kar dyscyplinarnych dla zsyłanych tam skazańców, wielu zaś poddanych jej ludzi doznawało tak głębokich obrażeń, że wkrótce potem umierało w męczarniach.